# Stefan Vico
Stefan Vico (in serbo Стефан Вицо?; Cattaro, 28 febbraio 1995) è un calciatore montenegrino con cittadinanza serba, difensore dell'Otrant-Olympic.

## Carriera

### Club
Ha giocato nella massima serie serba.

### Nazionale
Ha giocato nella nazionale serba Under-19 e nella nazionale montenegrina Under-21.